# Eburodacrys elegantula
Eburodacrys elegantula là một loài bọ cánh cứng trong họ Cerambycidae.